# Хум при Орможу
Хум при Орможу (на словенски: Hum pri Ormožu) е село в Словения, Подравски регион, община Ормож. Според Националната статистическа служба на Република Словения през 2015 г. селото има 313 жители.